# SK바이오사이언스 GBP510 코로나19 백신
SK바이오사이언스 스카이코비원 코로나19 백신은 SK바이오사이언스, 글락소스미스클라인, 워싱턴 대학교가 공동 개발중인 코로나19 백신이다.

## 개요
이 백신은 노바백스 백신과 같은 합성 항원 방식이다. 2회 접종이 필요하며, 냉장고에서 보관이 가능하다.

## 임상시험
2020년 12월 31일, 식약처는 이 백신의 1, 2상을 승인했다.
2021년 8월 10일, 식약처가 이 백신의 임상 3상을 승인했다. 3상은 아스트라제네카 백신과 비교 임상을 실시할 예정이다.
2021년 10월, 베트남 당국이 이 백신의 3상을 승인했다.
2021년 11월 5일, SK바이오사이언스가 1/2상 결과를 발표했다. 그 결과 완치자 대비 3.6~6배 높은 항체가 생성되었다고 발표했다.

## 같이 보기
- 대한민국의 코로나19 백신 개발